# Morton Betts

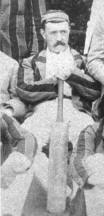
Morton Betts schoss das entscheidende Tor im 1872er FA-Cup-Finale

Morton Peto Betts  (* 30. August 1847 in Bloomsbury; † 19. April 1914 in Menton) war ein englischer Cricket- und Fußballspieler. Er ist bekannt als erster Finaltorschütze des englischen FA Cups, als er 1872 mit seinem Verein Wanderers FC mit 1:0 gegen die Royal Engineers gewann.

## Sportlicher Werdegang
Morton Betts war der Sohn des Eisenbahningenieurs Edward Ladd Betts, der die Schwester des bekannten Eisenbahnunternehmers Samuel Morton Peto geheiratet hatte und der wiederum zu seinem Namensgeber geworden war. Er genoss die Schulausbildung in der bekannten Harrow School, im Nordwesten Londons gelegen, und später erlernte er den Beruf des Hoch- und Tiefbauingenieurs.
Seine sportlichen Interessen galten gleichsam dem Cricket und dem Fußball. So spielte er First-Class Cricket für den Kent County Cricket Club und den Middlesex County Cricket Club sowie Fußball für den Wanderers FC und die Old Harrovians. Dabei gewann er 1872 mit den Wanderers die Erstauflage des FA Cups und steuerte das einzige Tor zum 1:0-Endspielerfolg gegen die Royal Engineers bei. Betts lief unter dem Pseudonym A.H.Chequer auf, Bezug nehmend darauf, dass er zuvor für die Harrow Chequers angetreten war. Im Jahr 1877 kam er für die englische Fußballnationalmannschaft zu einem einzigen Länderspieleinsatz. Im Spiel gegen Schottland wurde er als Torhüter eingesetzt, obwohl er sonst meist auf Abwehrpositionen agiert hatte.
Von 1887 bis 1890 war er Vereinssekretär des Essex County Cricket Club und rund zwanzig Jahre diente er im Board des englischen Fußballverbands. Später siedelte er nach Frankreich über und kurz vor Ausbruch des Ersten Weltkriegs verstarb er am 19. April 1914 in der Stadt Menton.

## Titel/Auszeichnungen
- Englischer Pokal (1): 1872